# Dink Smallwood
Dink Smallwood es un juego de rol de humor. Fue lanzado por primera vez en 1997 antes de ser liberado como software gratuito el 17 de octubre de 1999. Fue desarrollado por Robinson Technologies, compuesta en el momento por Seth Robinson, Justin Martin y Greg Smith. El juego tiene una pequeña pero fiel comunidad de fanes que continúa desarrollando complementos más de dos décadas después de su lanzamiento.